# 7124 Ґлінос
7124 Ґлінос (7124 Glinos) — астероїд головного поясу, відкритий 24 липня 1990 року.
Тіссеранів параметр щодо Юпітера — 3,134.